# Thủ tướng Kuwait
Thủ tướng Nhà nước Kuwait (tiếng Ả Rập: رئيس وزراء دولة الكويت - rayiys wuzara' dawlat alkuayt) là người đứng đầu chính phủ của Kuwait. Là chức vụ có quyền lực lớn thứ ba của đất nước, chỉ đứng sau Emir và Chủ tịch Quốc hội, Thủ tướng dẫn dắt nhánh hành pháp của Chính phủ Kuwait.
Abdullah Al-Salim Al-Sabah, Emir của Kuwait trong thời kỳ đất nước vừa giành độc lập, đã tự bổ nhiệm chính mình trở thành Thủ tướng đầu tiên vào ngày 17 tháng 1 năm 1962, sau khi Quốc hội lập hiến được bầu để soạn thảo Hiến pháp.

## Bổ nhiệm
Theo khoản 1, điều 56 của Hiến pháp Kuwait :
The Amir, after the traditional consultations, appoints the Prime Minister and relieves him of office. The Amir also appoints Ministers and relieves them of office upon the recommendation of the Prime Minister
Tạm dịch: 
Amir, sau các cuộc tham vấn truyền thống, bổ nhiệm và miễn nhiệm Thủ tướng. Amir cũng bổ nhiệm các Bộ trưởng và miễn nhiệm chức vụ của họ theo đề nghị của Thủ tướng.